# Histoire des Juifs en Lituanie

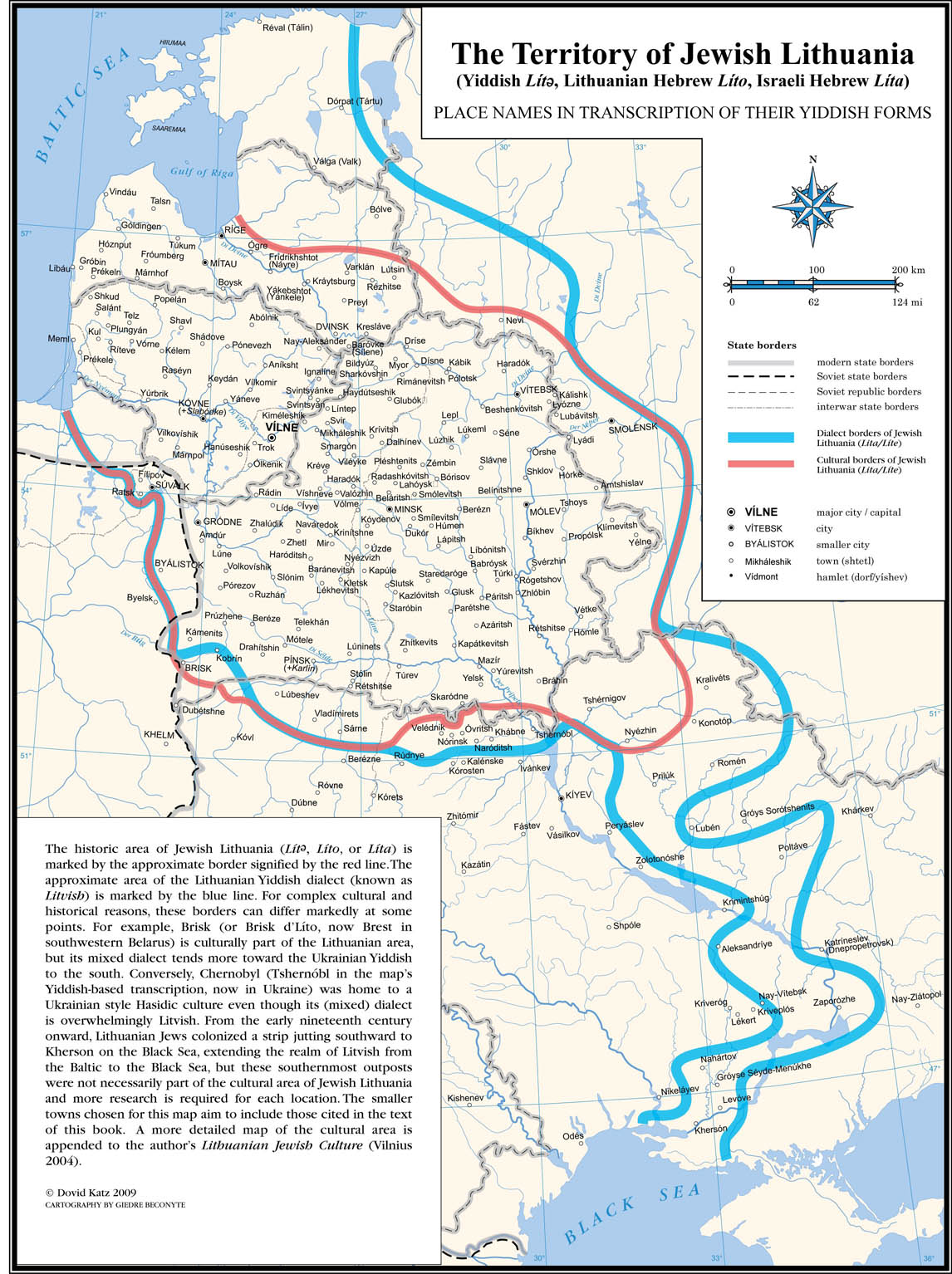
Giedre Beconyte, implantations juives en Lituanie avant 1940

L'histoire des Juifs en Lituanie (Litvaks) s'étend du XIVe siècle à nos jours. Elle a été marquée par un très grand essor intellectuel aux XVIIIe et XIXe siècles sous l'impulsion du Gaon de Vilna et de ses disciples les Mitnagdim. Les Juifs de Lituanie étaient près de 160 000 avant la Seconde Guerre mondiale. Ils ont presque entièrement disparu dans la Shoah. Seule une petite communauté d'environ 5 000 personnes subsiste à Vilnius et à Kaunas.

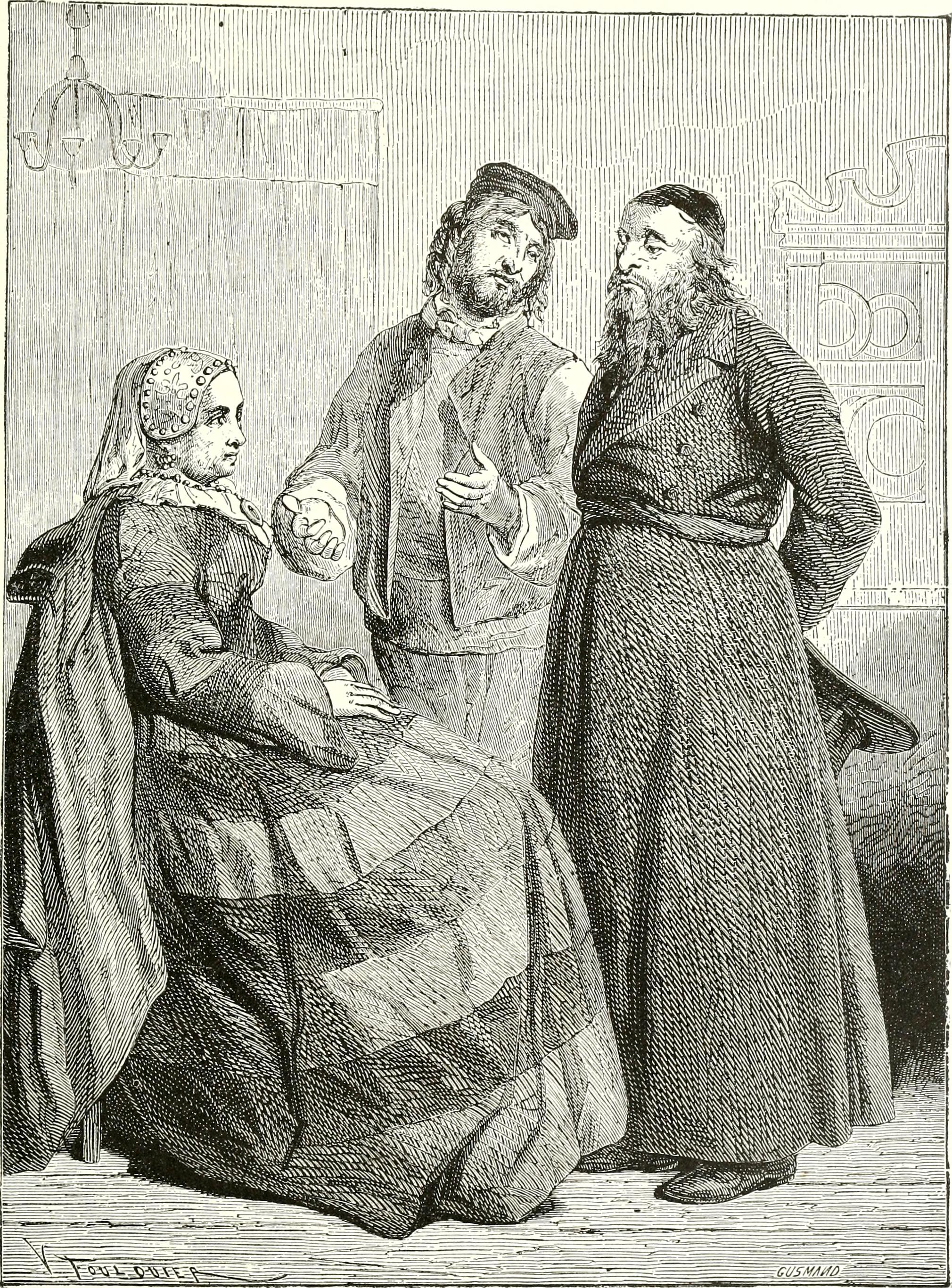
Juifs de Lituanie (1897)
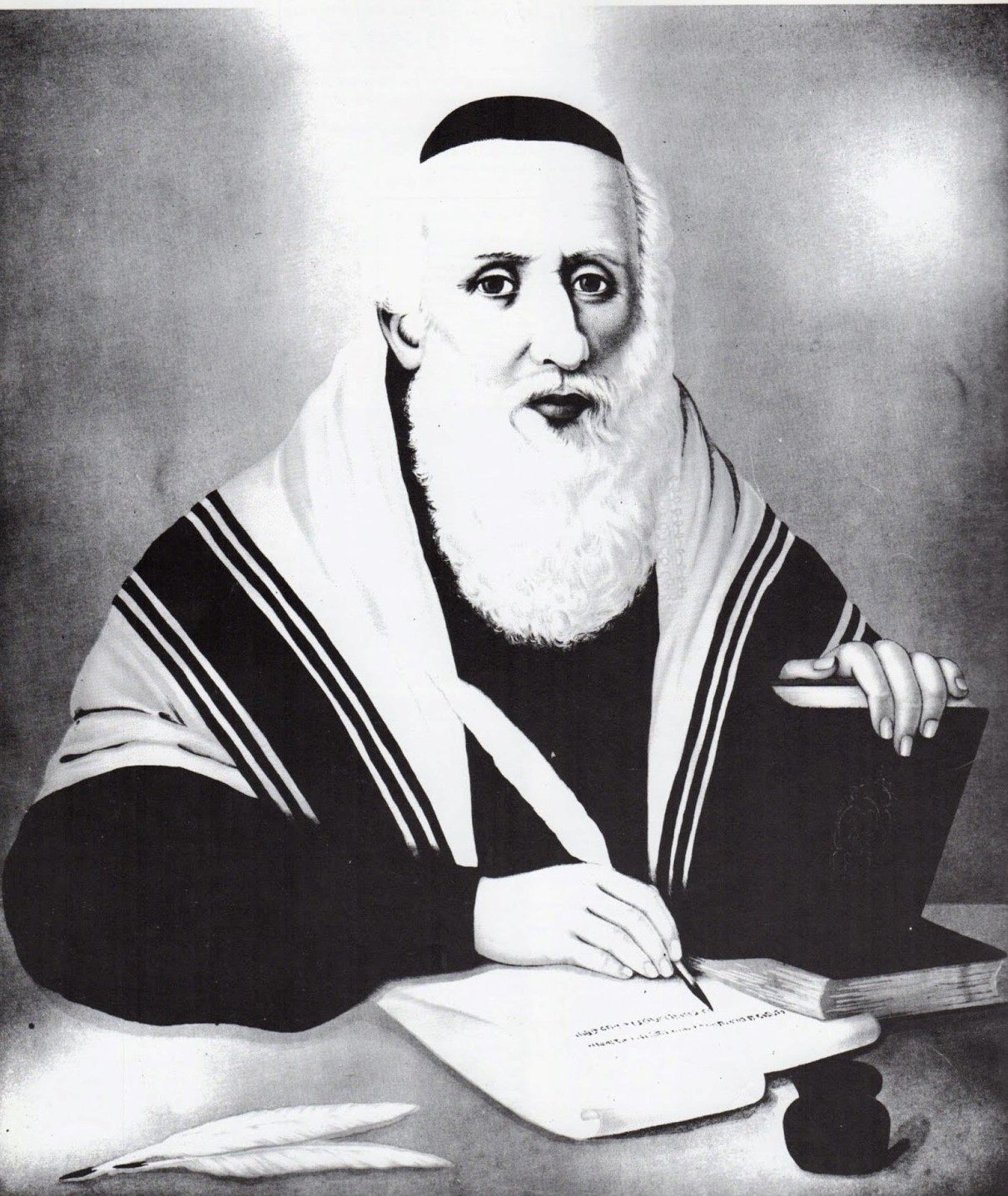
Le Gaon de Vilna

## Des origines à la Seconde Guerre mondiale
Les premiers Juifs s'établissent à Vilna (aujourd'hui Vilnius) au XIVe siècle et à Kovno (aujourd'hui Kaunas) au XVe siècle. Une communauté organisée existe à Vilna depuis le XVIe siècle, comptant 10 000 à 15 000 personnes. C'est l'époque où l'approche dite lituanienne du judaïsme commence à se développer dans les yechivot de Lituanie.
Jusqu'au XVIIe siècle, les communautés juives de Lituanie protégées par les grands-ducs de Lituanie puis les rois de Pologne, connaissent la paix et la prospérité, mais à partir de cette époque, les Juifs y subissent de multiples catastrophes malgré la protection des autorités lituaniennes ou polonaises. En 1635, une émeute détruit la toute nouvelle synagogue de Vilna et ses dix-huit rouleaux de la loi. De 1653 à 1663, diverses interdictions professionnelles sont édictées contre les Juifs.
En 1654, Vilna est conquise par les Russes puis en 1655 par les Cosaques de Bogdan Khmelnitski. Presque tous les Juifs sont tués et les survivants sont expulsés de Vilna. Les Juifs reviennent après le départ des Cosaques mais en 1708, Vilna est prise, cette fois par les Suédois et près de 20 000 Juifs meurent du fait des combats et de la famine.
En 1742, les Juifs de Vilna perdent tous les droits acquis sous le grand-duché de Lituanie ou la république des Deux Nations (Pologne-Lituanie). Le statut des Juifs s'améliore quelque peu lors du passage de la Lituanie sous la domination russe à la fin du XVIIIe siècle pour à nouveau se dégrader durant le XIXe siècle.

### Le Gaon de Vilna (1720-1797)
Eliyahou ben Shlomo Zalman, plus connu comme le Gaon de Vilna — le Génie de Vilna —, est l'un des représentants les plus éminents de la période des Aharonim (autorités juives des Temps modernes) et l'un des leaders juifs les plus influents de l'histoire moderne. Pour lui, l'étude de la Torah était d'importance primordiale mais il considérait aussi nécessaire de posséder une grande culture profane. Il s'est vivement opposé au hassidisme et à son judaïsme plus émotionnel, au point que l'opposition entre ses partisans les Mitnagdim et les Hassidim fut très violente à Vilna au début du XIXe siècle et se perpétue, certes plus calmement, de nos jours en Israël.

### Les Juifs de Lituanie auXIXesiècle
La population juive de Vilna croît de 40 000 à 80 000 personnes entre 1875 et la fin du siècle. Les Juifs de Lituanie sont souvent très pauvres. Vers 1900, 30 000 personnes, dont la moitié de Juifs bénéficient de la soupe populaire de la communauté juive. Des Juifs lituaniens émigrent aux États-Unis pour y débuter en faisant de petits métiers.
Vilna est le centre du mouvement juif socialiste, le Bund qui y est né en 1897.

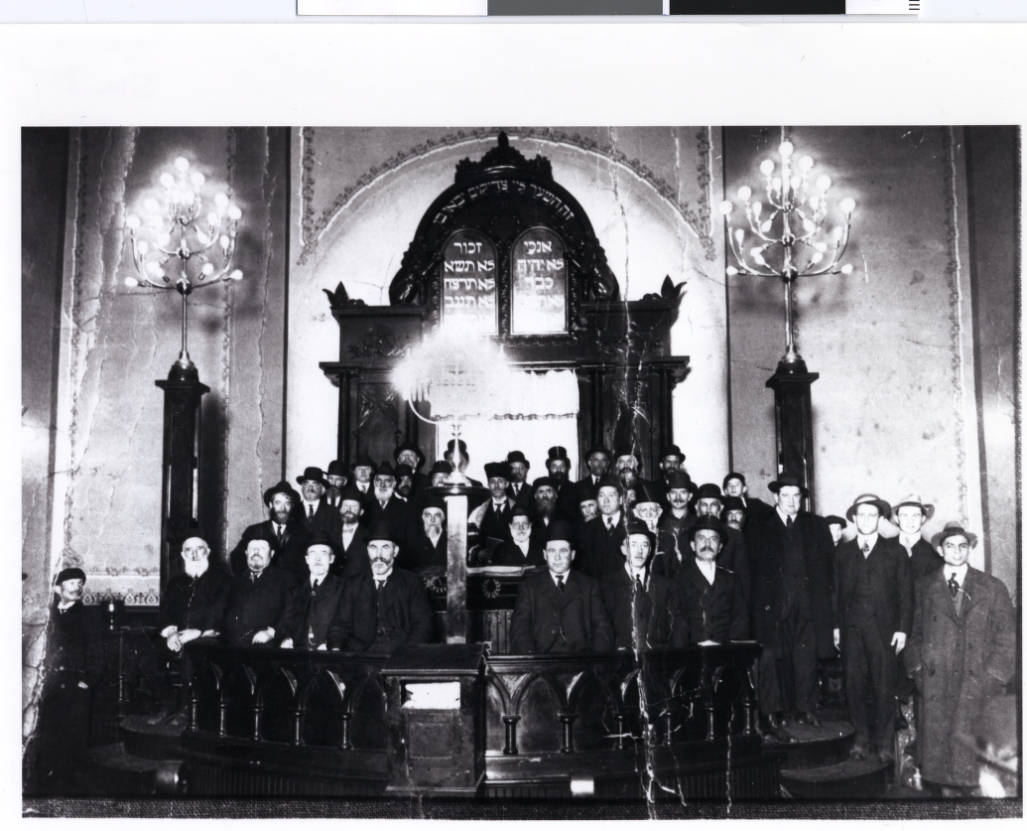
Congrégation Adas Israël formée dans les années 1890 par des membres de la Congrégation de Moïse Montefiore (ancienne congrégation orthodoxe composée d'immigrés juifs lituaniens), à Duluth dans le Minnesota, ici observant Simha Torah (1914)

La famine de 1867-1868 et l'extrême pauvreté de la population lituanienne et des Juifs suscitent une très importante émigration de Lituanie entre 1870 et 1920 (estimée jusqu'à deux millions de personnes). De nombreux Juifs lituaniens ou Litvaks de langue maternelle  yiddish quittent la Lituanie,. La majorité part s'installer aux États-Unis et en Angleterre. Certains émigrent en direction du territoire de l'actuelle Afrique du Sud. Dans les années 1920, chaque année, environ 2 000 Litvaks quittent la Lituanie pour l'Union d'Afrique du Sud. Cette émigration s'arrête brutalement à la suite de l'adoption du Quota Act, en 1930, qui vise spécifiquement à freiner l'immigration juive en provenance d'Europe de l'Est.

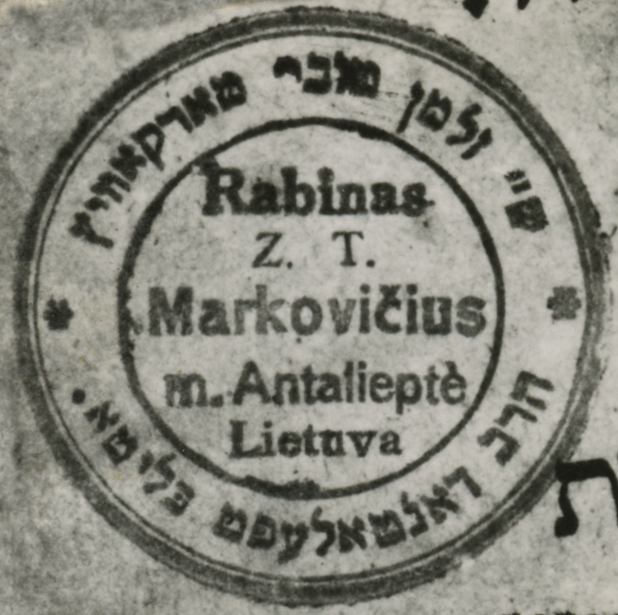
Sceau de Zalman-Tuviyah Markovicius (Markovitz), rabbin d'(lt)Inturke (Anturke) puis d'Antaliepte, assassiné avec son fils par les Nazis.
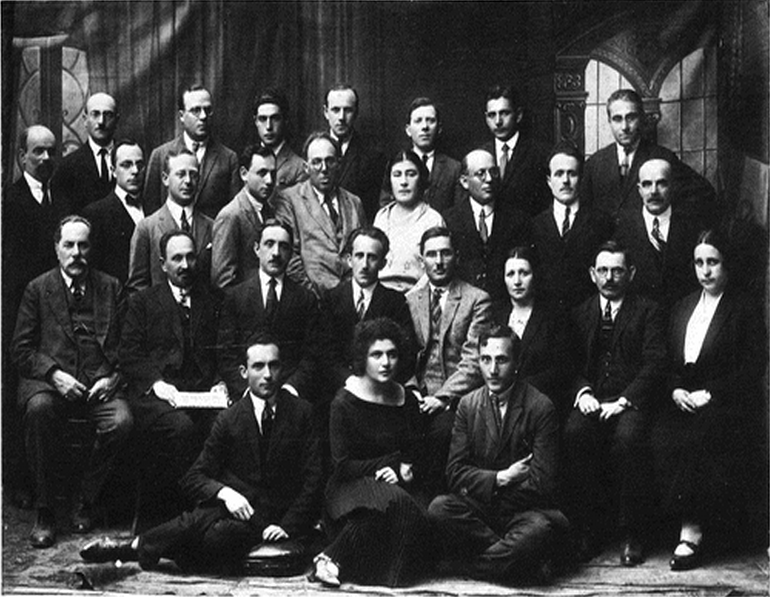
Membres de la faculté (he)Kaunas Hebrew Realgymnasium (fin des années 1920)
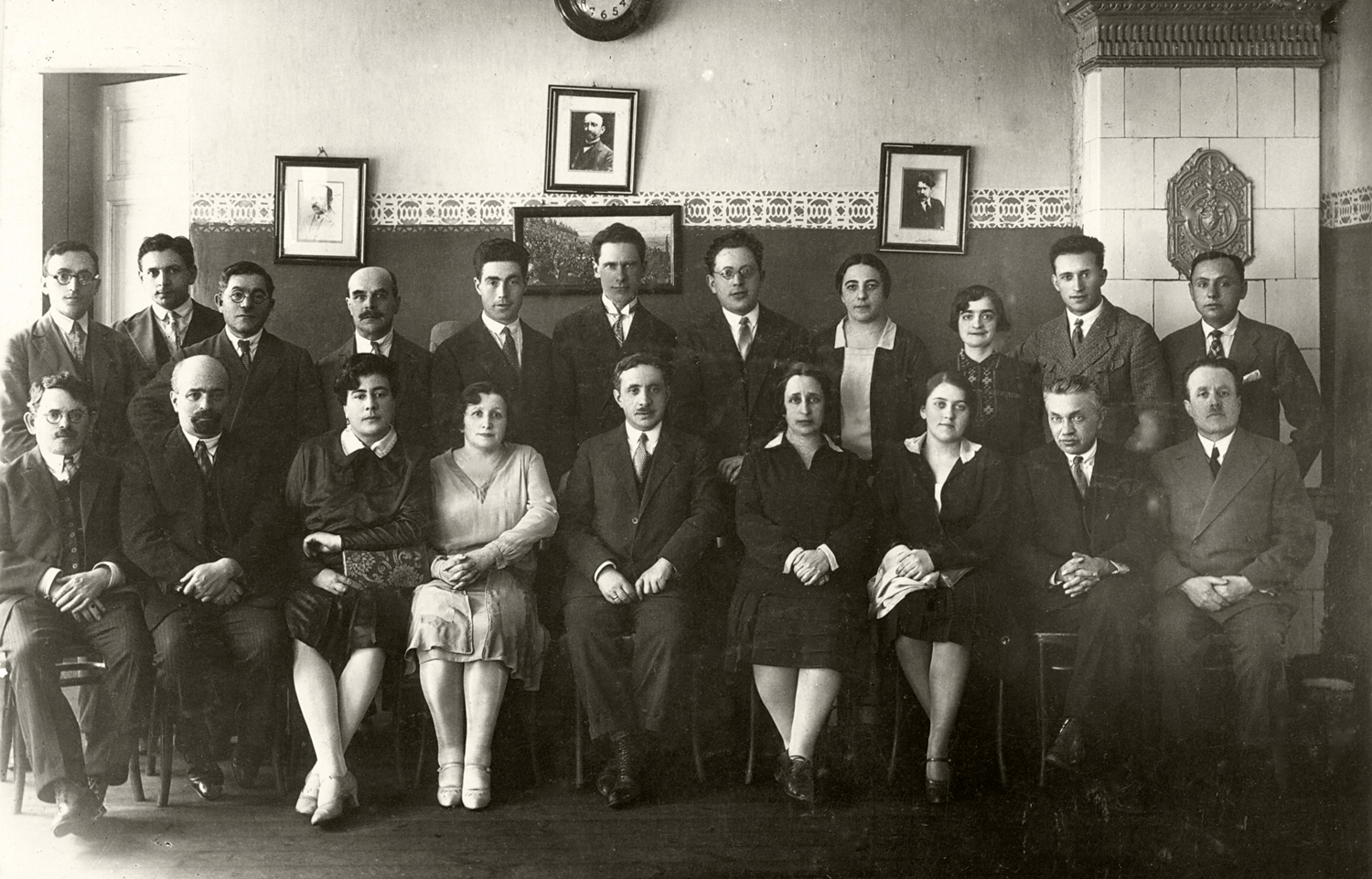
Membres de la faculté du Kaunas Hebrew Realgymnasium (1930).

### Dans l'entre-deux-guerres

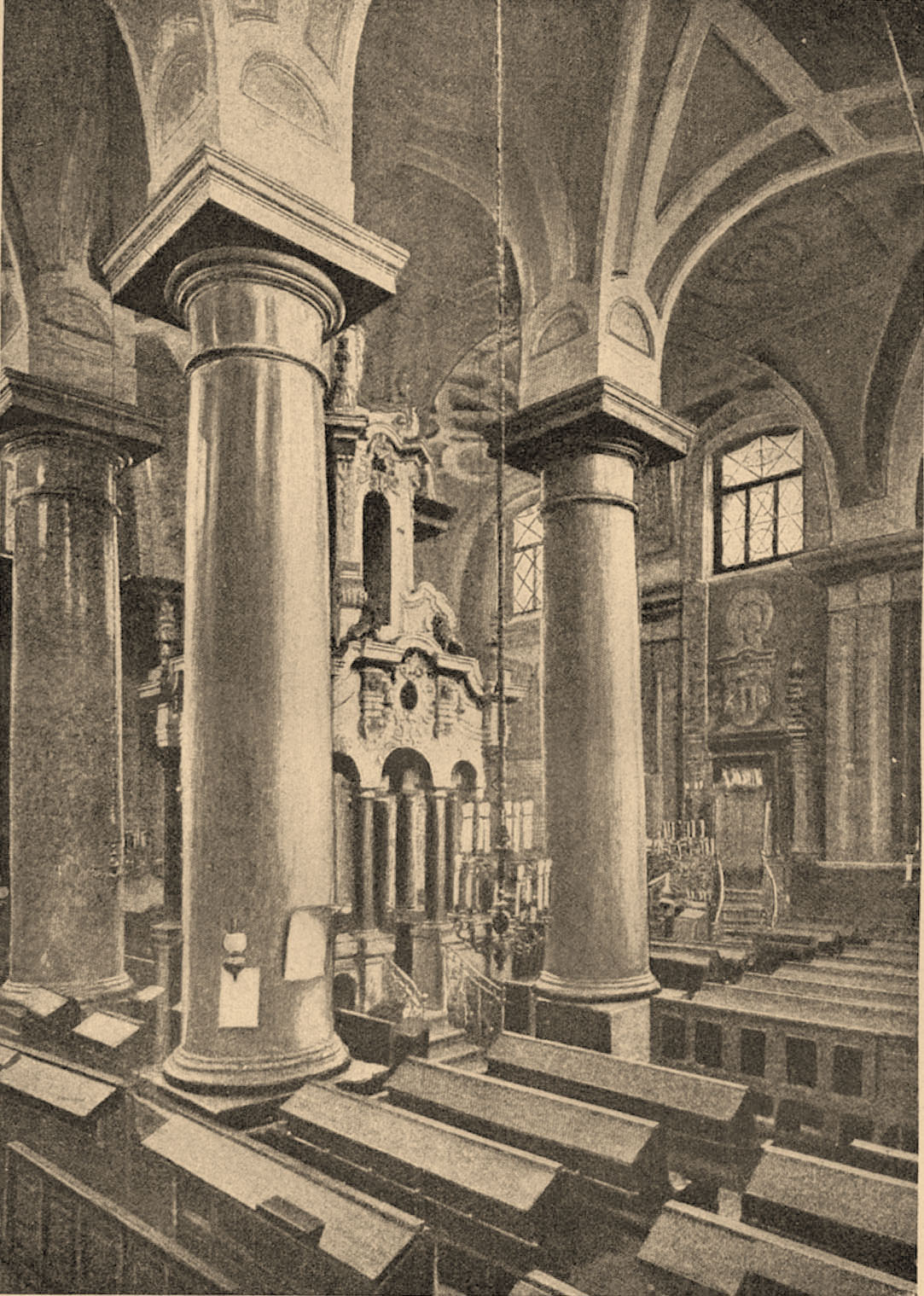
Vieille synagogue de Vilna (circa 1905).
Source Jewish Encyclopedia.

Le recensement de Kaunas de 1923 indique que 27 % de la population de la ville est juive. Kaunas est le théâtre d'une communauté juive florissante : il abrite plusieurs yeshivot, plusieurs quotidiens en yiddish et un grand nombre d'institutions d'entraide et de charité donc tous les signes d'une communauté juive dynamique dans le sens religieux et laïque.
En 1937, il y a 160 000 Juifs en Lituanie soit 7 % de la population totale. À cette époque, Vilnius fait partie de la Pologne. Les Juifs de la « Jérusalem du nord » ne sont donc pas comptés dans la statistique.

Tampons de la librairie G. Gutman sise 10 rue Birstono à Kaunas
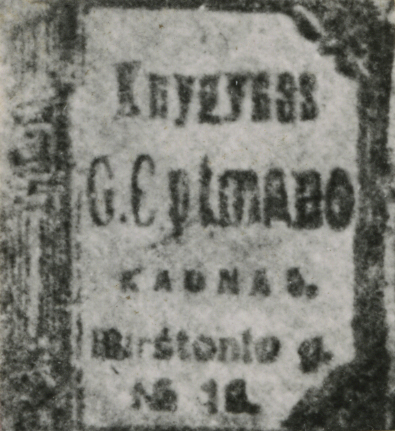
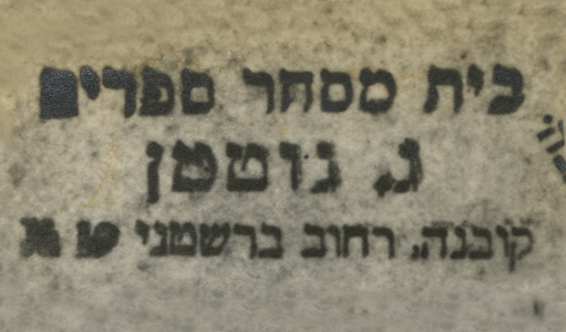
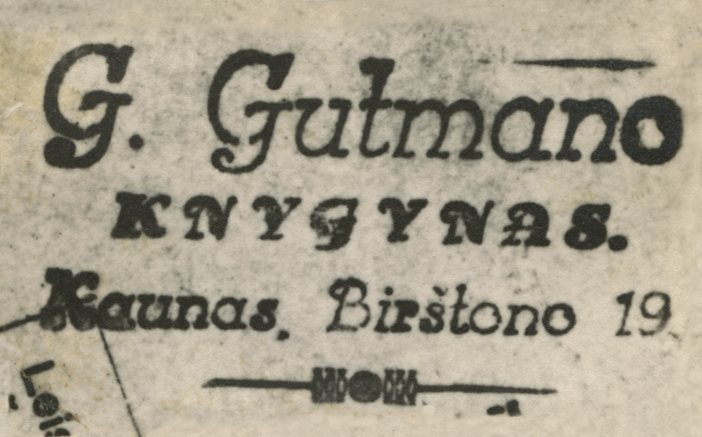

## Durant la Shoah

### Deux justes: Un Néerlandais et un Japonais
En novembre 1939, le gouvernement japonais nomme un consul à Kaunas, de façon à disposer de renseignements de première main sur la situation en Baltique. Devant la situation des réfugiés dans la ville occupée par les Soviétiques, le représentant consulaire des Pays-Bas Jan Zwartendijk accorde à plusieurs centaines de réfugiés un visa à destination de Curaçao, puis le consul du Japon Chiune Sugihara leur accorde un visa de transit de dix jours pour le Japon. Ayant reçu l'ordre de fermer le consulat à l'automne 1940, Sugihara délivre même des visas aux réfugiés sans papiers. Ces visas furent accordés à 2 140 personnes et 300 enfants mais les derniers servis n'eurent pas nécessairement de visas de sortie soviétique.
Chiune Sugihara fut nommé Juste parmi les nations en 1985 par l'institut Yad Vashem, et Jan Zwartendijk également en 1997.

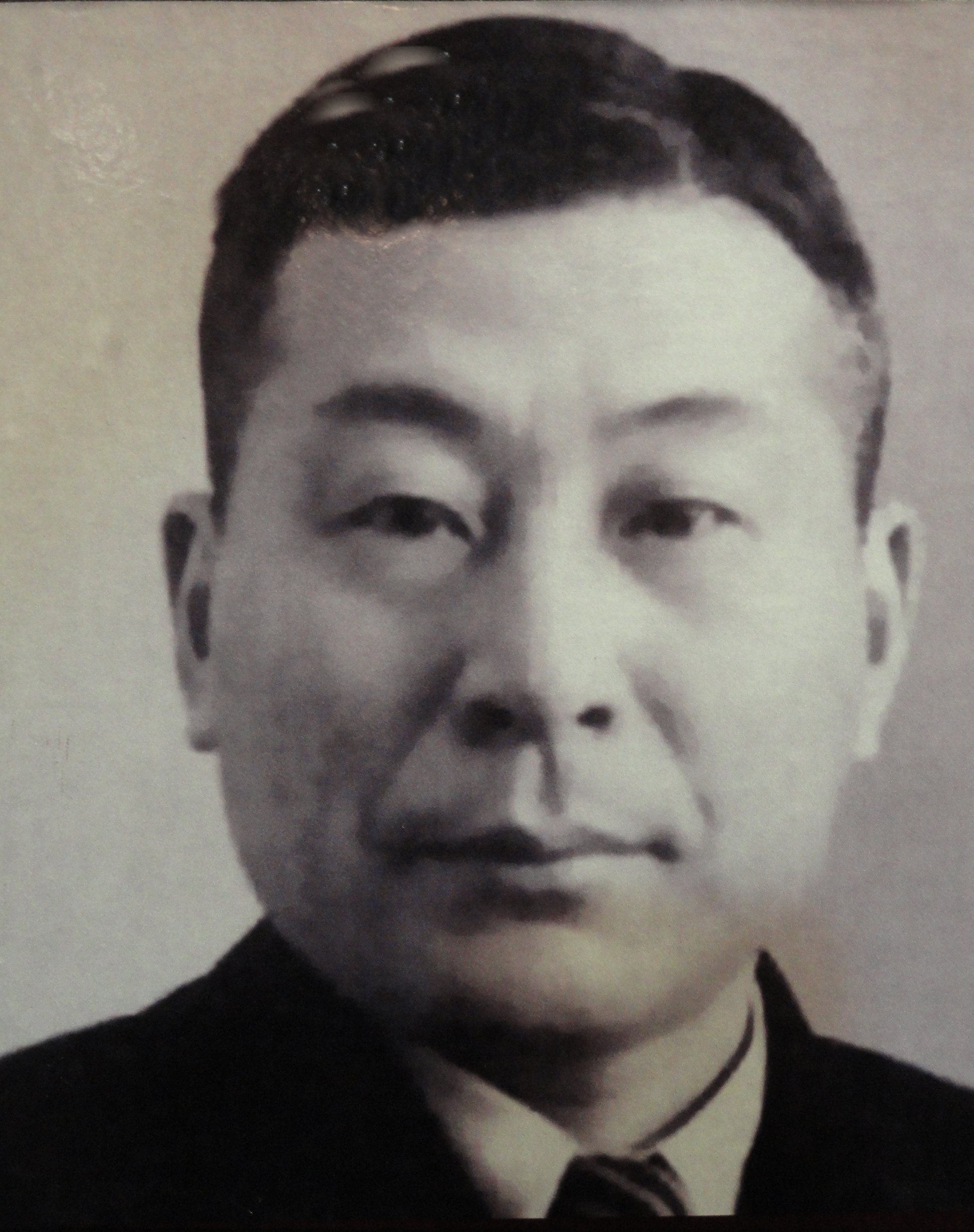
Le consul japonais Chiune Sugihara qui sauva des milliers de Juifs lituaniens
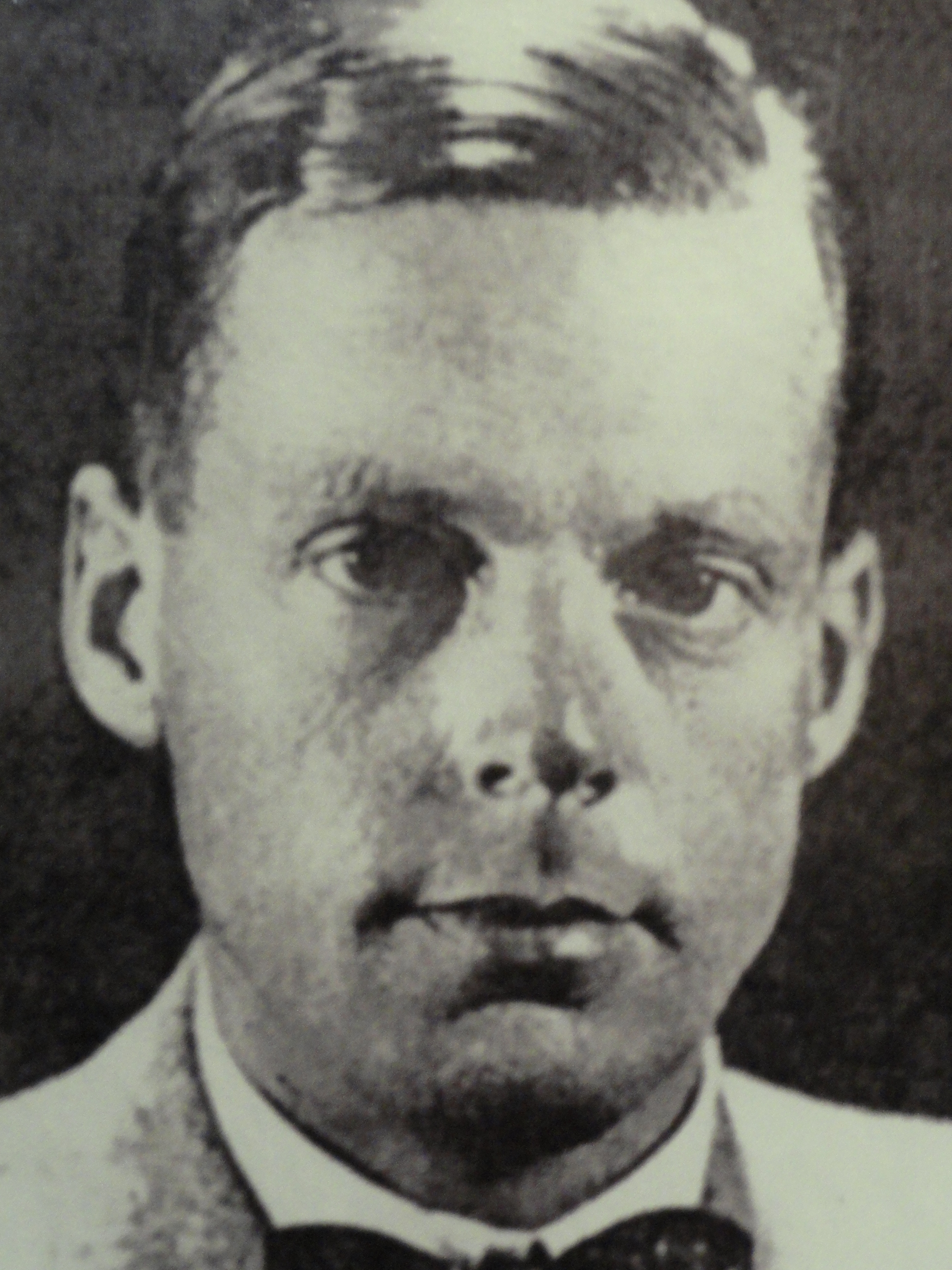
Jan Zwartendijk

### Le début de la guerre

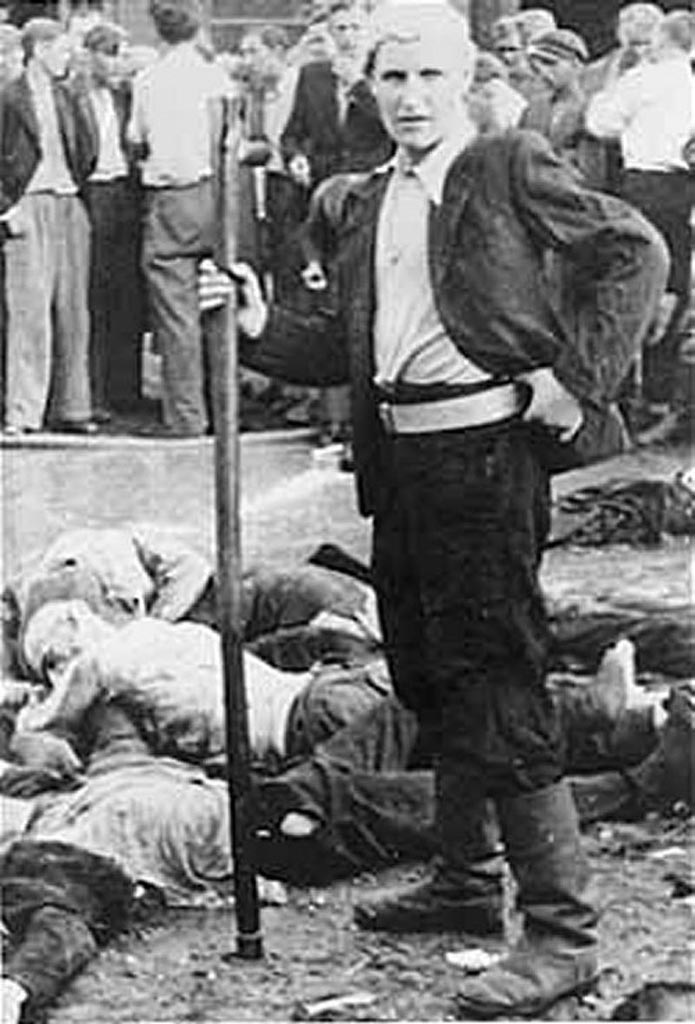
Le « Pourvoyeur de mort » lors du massacre des Juifs de Kaunas perpétré en juin 1941 par des nationalistes lituaniens dans un garage, à l'est de Kaunas, qui se mettra ensuite à jouer de l'harmonica.

Vilnius est rattachée à la Lituanie le 10 octobre 1939, après l'invasion de la Pologne par l'Allemagne nazie.
Quand les Pays baltes sont occupés par l'Union soviétique en juin 1940, la population juive a augmenté de façon considérable en raison de l'afflux de réfugiés venus de Pologne occupée. Elle représente alors 10 % de la population. Beaucoup de Juifs laïcs accueillent favorablement les Soviétiques qui sont pour eux, une « bonne alternative » à l'occupation nazie.
Le 24 juin 1941, soit trois jours après le début de l'opération Barbarossa, les Allemands arrivent à Vilnius. Aussitôt les massacres commencent. Ils sont menés par les Einsatzgruppen avec l'appui de certains Lituaniens (bataillons TDA, police de sécurité et Ypatingasis būrys) qui voient dans les Allemands des libérateurs et dans les Juifs des traîtres, collaborateurs des Soviétiques.
Le 27 juin 1941, a lieu le massacre sauvage de 68 Juifs, dans la cour du garage Lietukis, à l'est de Kaunas, que les badauds qui assistent au macabre spectacle encouragent et applaudissent,,.
Dès la fin du mois d'août 1941, la plupart des Juifs des zones rurales ont été exterminés. Les Juifs des villes sont regroupés dans des ghettos comme à Vilnius ou à Kaunas.

### Dans le ghetto de Vilnius

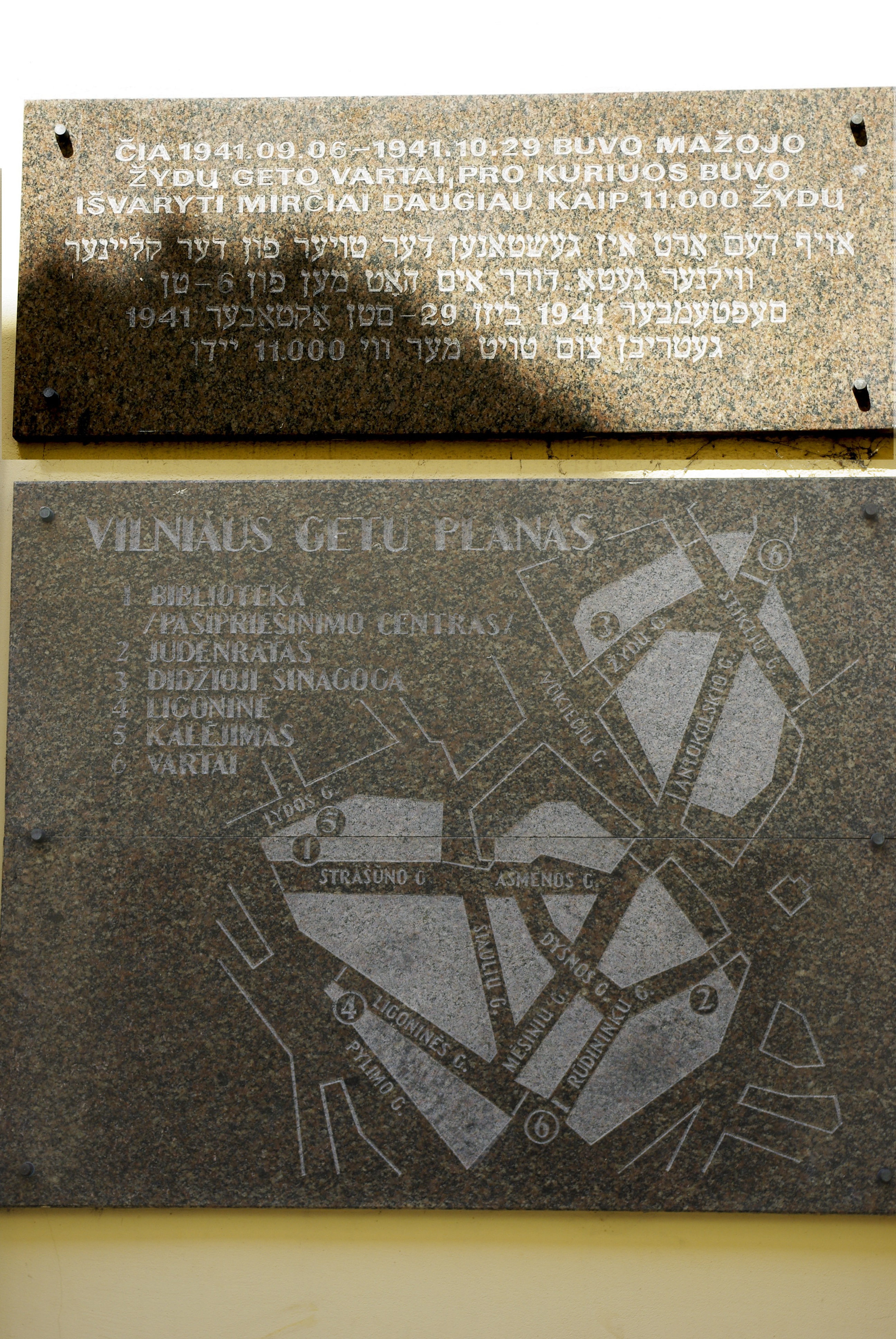
Plaque à la mémoire du ghetto de Vilnius.

Les Juifs qui ne sont pas assassinés sont regroupés dans deux ghettos le 6 septembre 1941. Le ghetto 1 regroupe les travailleurs, le ghetto 2, les autres : les vieillards, les enfants et ceux qui n'ont pas pu bénéficier d'un permis de travail. Le 7 septembre 1941, un Judenrat est formé pour chaque ghetto.

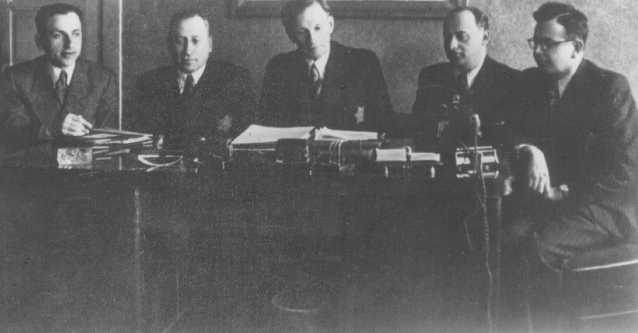
Réunion au Judenrat de Kaunas avec le DeDr. Elchanan Elkes (1879–1944) au centre (1943)

Comme à Łódź, le ghetto de Vilnius devient un camp de travail pour l'« effort de guerre allemand ». Le Judenrat pense qu'en étant utile aux Allemands, le ghetto sera épargné. Cette idée est particulièrement défendue par Jacob Gens, le chef de la police juive. Le 17 février 1942, un groupement d'artistes est créé dans le ghetto sous la direction de Zelig Kalmanovitch. Dans son discours inaugural, il se dit certain qu'« un jour les alliés triompheront et que le peuple juif sera libéré ». Le groupe a un double objectif, d'une part faire la chronique de ghetto, conserver la création artistique et la mémoire des artistes tués et d'autre part, favoriser la vie culturelle pour aider les habitants à survivre moralement.

### La fin des Juifs de Lituanie

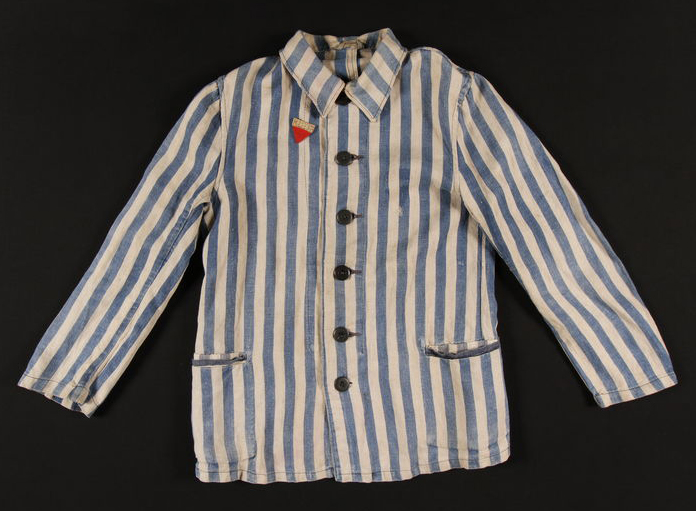
Veste de l'uniforme en coton porté par Getzel Jurgis Fingerhut (George Fine) (1922-1974), Juif de Siauliai, au camp de concentration de Dachau.

En septembre 1943, le ghetto de Vilnius est en grande partie liquidé. Sept mille Juifs sont exterminés à Ponary. Plus de sept mille « travailleurs » sont envoyés dans des camps de travail en Estonie. Les ghettos de Kaunas et de Siauliai sont transformés en camps de concentration. Environ 15 000 Juifs lituaniens survivants sont déportés vers des camps en Lettonie et en Estonie.
Quand les troupes soviétiques occupent la Lituanie en 1944, plus de 90 % de la communauté a disparu.

## Depuis 1945

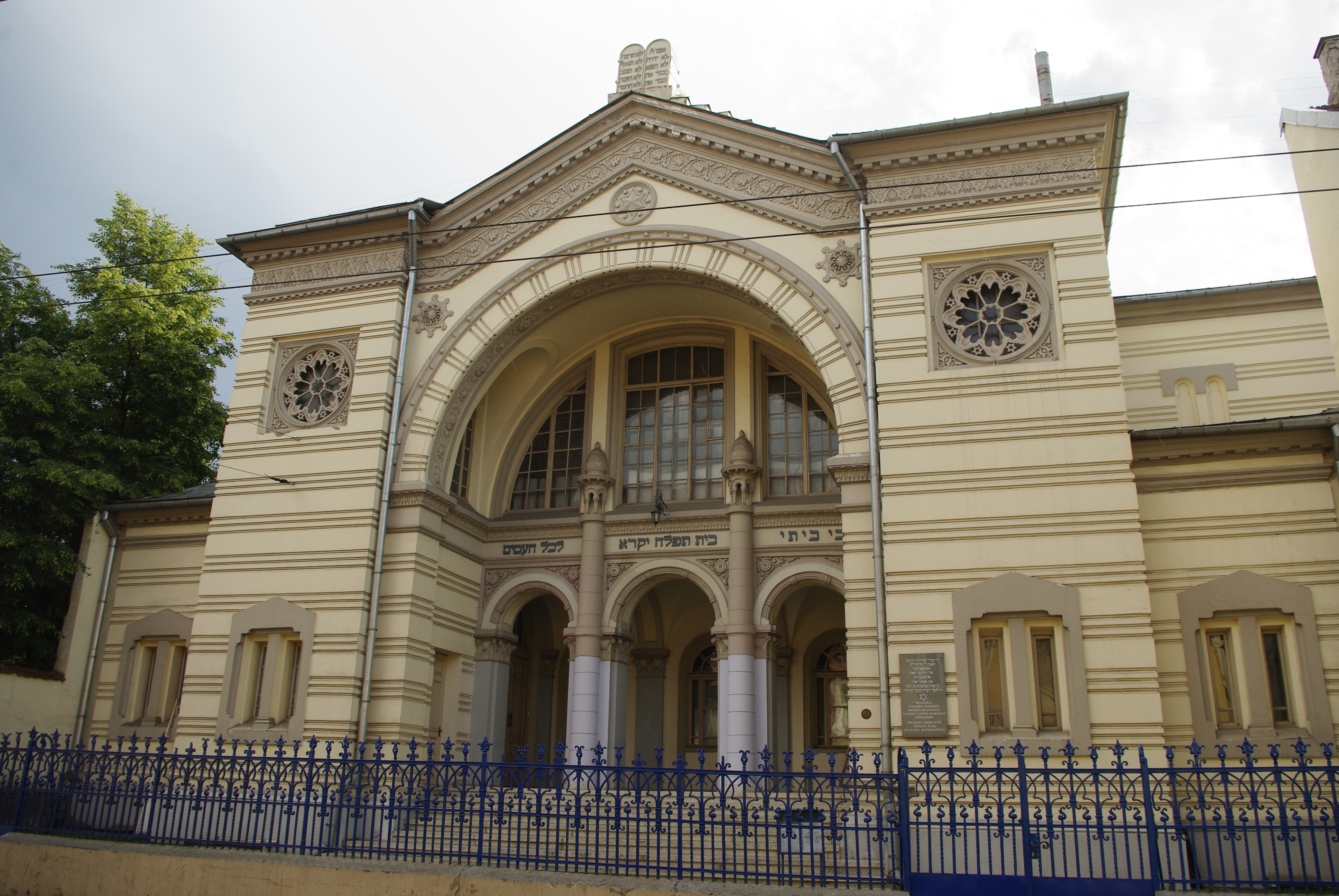
Synagogue chorale de Vilnius. L'inscription en hébreu au-dessus du portail dit : « Une maison de prière est sainte pour tous les peuples ».

En 1952, les autorités soviétiques font détruire une partie du plus grand cimetière juif du pays. Le Palais des sports de Vilnius est plus tard construit sur cet emplacement.
En 2013, la communauté juive de Lituanie compte environ 5 000 membres. Le musée de l'Holocauste de Vilnius retrace leur histoire.